# Zilair
Lo Zilair (in russo Зилаир?) è un fiume della Russia europea sud-orientale (Baškortostan), affluente di destra della Sakmara (bacino dell'Ural).
Le sorgenti del fiume sono sull'altopiano del Zilair (Urali meridionali). Il fiume scorre mediamente in direzione meridionale. Sfocia nella Sakmara a 472 km dalla foce. Ha una lunghezza di 158 km, l'area del suo bacino è di 1 210 km².
Lungo il fiume si trova l'omonimo villaggio di Zilair.